# Cantón de Vauvillers
El cantón de Vauvillers era una división administrativa francesa, que estaba situada en el departamento de Alto Saona y la región de Franco Condado.

## Composición
El cantón estaba formado por veintitrés comunas:
- Alaincourt
- Ambiévillers
- Anjeux
- Bassigney
- Betoncourt-Saint-Pancras
- Bouligney
- Bourguignon-lès-Conflans
- Cubry-lès-Faverney
- Cuve
- Dampierre-lès-Conflans
- Dampvalley-Saint-Pancras
- Fontenois-la-Ville
- Girefontaine
- Hurecourt
- Jasney
- La Pisseure
- Mailleroncourt-Saint-Pancras
- Melincourt
- Montdoré
- Plainemont
- Pont-du-Bois
- Selles
- Vauvillers

## Supresión del cantón de Vauvillers
En aplicación del Decreto n.º 2014-164 de 17 de febrero de 2014, el cantón de Vauvillers fue suprimido el 22 de marzo de 2015 y sus 23 comunas pasaron a formar parte; quince del nuevo cantón de Port-sur-Saône, y ocho del nuevo cantón de Jussey.